# Field (Staffordshire)
Field – osada w Anglii, w hrabstwie Staffordshire, w dystrykcie East Staffordshire, w civil parish Leigh. Leży 7 km od Uttoxeter. W 1931 roku civil parish liczyła 54 mieszkańców.